# Jacques Alexandre Law de Lauriston
Pour les articles homonymes, voir Law de Lauriston.
Jacques Jean Alexandre Bernard Law, marquis de Lauriston est un militaire, diplomate et homme politique français, né le 1er février 1768 à Pondichéry dans les Indes françaises, et mort le 11 juin 1828 à Paris. Il devient successivement général de division en 1805, comte de l'Empire en 1808, ambassadeur de France en Russie en 1811, marquis de Lauriston en 1817, maréchal de France en 1823 et ministre d'État en 1824. Il est par ailleurs élu en 1822 à l'Institut de France (Académie des beaux-arts).

## Biographie

### Famille
Lauriston est le troisième des sept fils de Jean Law de Lauriston et de Jeanne de Carvalho (née en 1735). Il est également le petit-neveu de l'économiste John Law, contrôleur général des finances.
Il se marie en 1789 avec Claude-Antoinette Julie Le Duc (1772-1873), fille de Marie Antoine Claude Leduc, chevalier de Saint-Louis, maréchal des camps et armées du roi, inspecteur général du corps royal de l'artillerie (1790) et de Marie-Charlotte-Victoire de Ronty.
De leur union sont nés au moins trois enfants :
- Auguste Jean Alexandre Law de Lauriston (1790-1860)
- Coralie Law de Lauriston (1800-1891)
- Napoléon Adolphe Law de Lauriston (1805-1867).

### La Révolution française
Après son retour en France, Jacques Alexandre Law de Lauriston fait ses études au collège des Grassins, à Paris. Il entre à l'École militaire de Paris en 1784 où il se lie avec Napoléon Bonaparte. Lauriston en sort le 1er septembre 1785, avec le grade de lieutenant en second au régiment de Toul. 

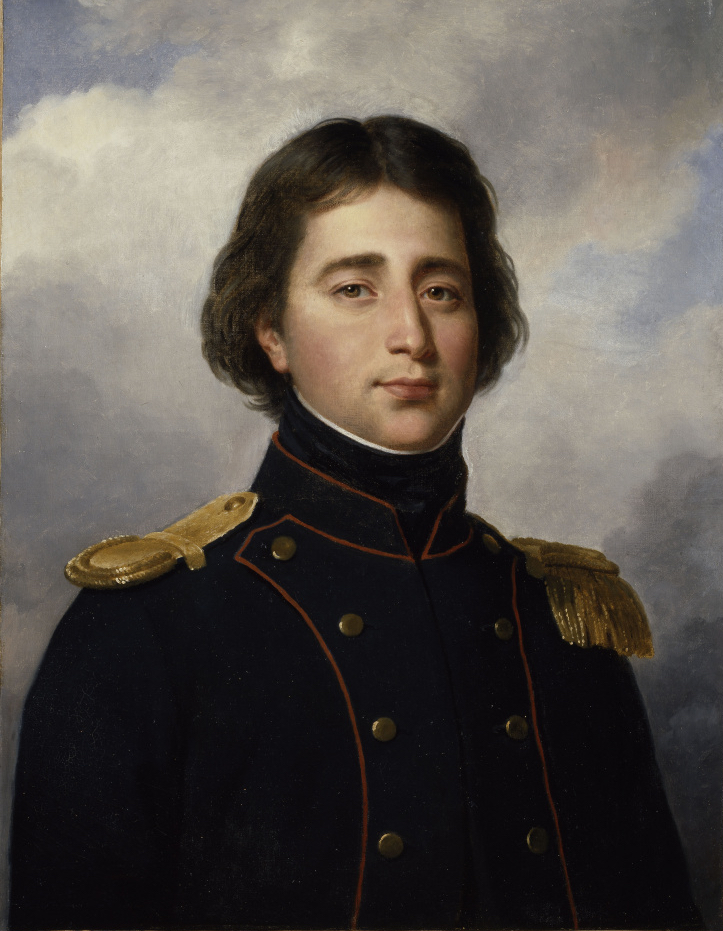
Jacques-Alexandre-Bernard Law de Lauriston, capitaine au 8e d'artillerie en 1792, Alexandre-François Caminade, 1835.

Capitaine en second en août 1791, il devient aide-de-camp du général Beauvoir en 1792. Il combat les armées de la Première Coalition dans les armées du Nord, de la Moselle et de Sambre-et-Meuse. Il participe au siège de Maastricht en 1793, et alors capitaine, il se distingue au siège de Valenciennes. Il est nommé en l'an III chef de brigade du 4e régiment d'artillerie à cheval. Le 5 avril 1796 (16 germinal an IV), il démissionne de l'armée.

### Le consulat et l'Empire
En 1800, Napoléon Bonaparte, devenu Premier consul, le rappelle au service et en fait un de ses aides-de-camp et participe à ce titre à la bataille de Marengo le 14 juin 1800. Il reçoit l'ordre de licencier le 1er régiment d'artillerie qui s'était mutiné et de le réorganiser. Il en eut ensuite le commandement.
Lauriston est envoyé en mission diplomatique à Copenhague en 1801 et assiste au bombardement de la ville par la flotte britannique de l'amiral Nelson. Au printemps 1802, il est chargé de porter à Londres la ratification du traité de paix conclu à Amiens entre la France et le Royaume-Uni. L'aide-de-camp du Premier Consul est reçu avec enthousiasme par la population de Londres : celle-ci coupe les traits des chevaux et traîne sa voiture jusqu'à son hôtel.
De retour en France, il est nommé général de brigade le 13 septembre 1802. 
Il est fait chevalier de la Légion d'honneur en 1803, commandeur en 1804; ses deux frères puinés, Charles Louis et Louis Georges seront également chevaliers de la légion d'honneur mais bien plus tard.
Il reçoit le commandement des troupes de l'expédition préparée pour ravitailler Batavia, sous les ordres de l'amiral Villeneuve. Il est élevé au grade de général de division le 1er février 1805. L'escadre appareille de Toulon le 29 mars et arrive à la Martinique à le 12 mai. Lauriston participe à la prise du rocher du Diamant, occupé par une garnison britannique et réputé imprenable. Dix jours plus tard, Villeneuve apprend le départ de Nelson pour les Antilles et la flotte remet à la voile pour l'Europe. Elle arrive à Cadix après la bataille du cap Finisterre. Lauriston rentre à Paris.
Il fait la campagne de 1805 en Autriche. Il devient gouverneur de Braunau,  Raguse et des Bouches de Kotor, en 1806. Le 19 décembre 1807, il est nommé gouverneur général de Venise. À son arrivée dans cette ville, il fait opérer la translation du corps de l'économiste Law, son grand-oncle, dans l'église San Moisè.
En 1808, Lauriston accompagne Napoléon à l'Entrevue d'Erfurt. Il est fait comte de l'Empire et combat en Espagne. De retour en Allemagne en 1809, il passe à l'armée d'Italie et prend une part active aux batailles de Raab et de Wagram, où il commandait l'artillerie de la Garde. À l'issue de la bataille de Wagram, Napoléon lui octroie le grand cordon de la Couronne de Fer.

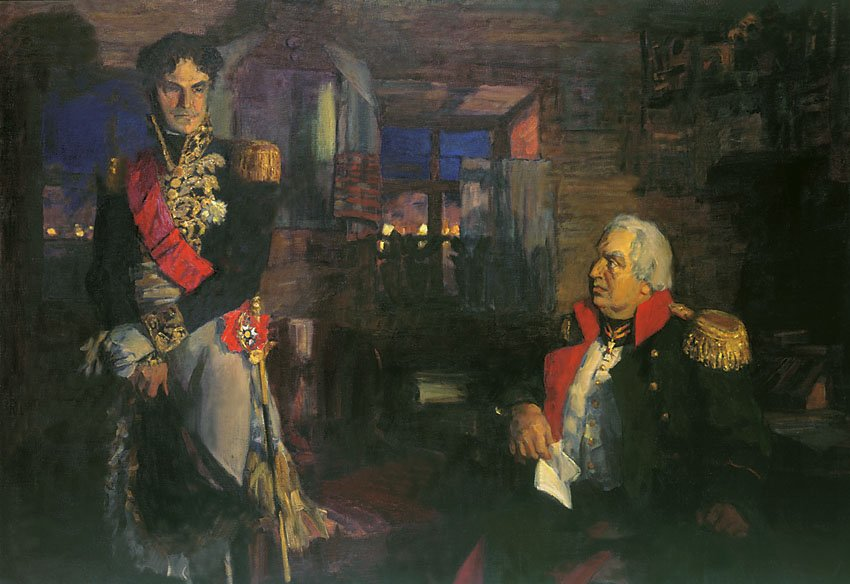
Lauriston et Kutuzov, général en chef de l'armée russe, 1812.

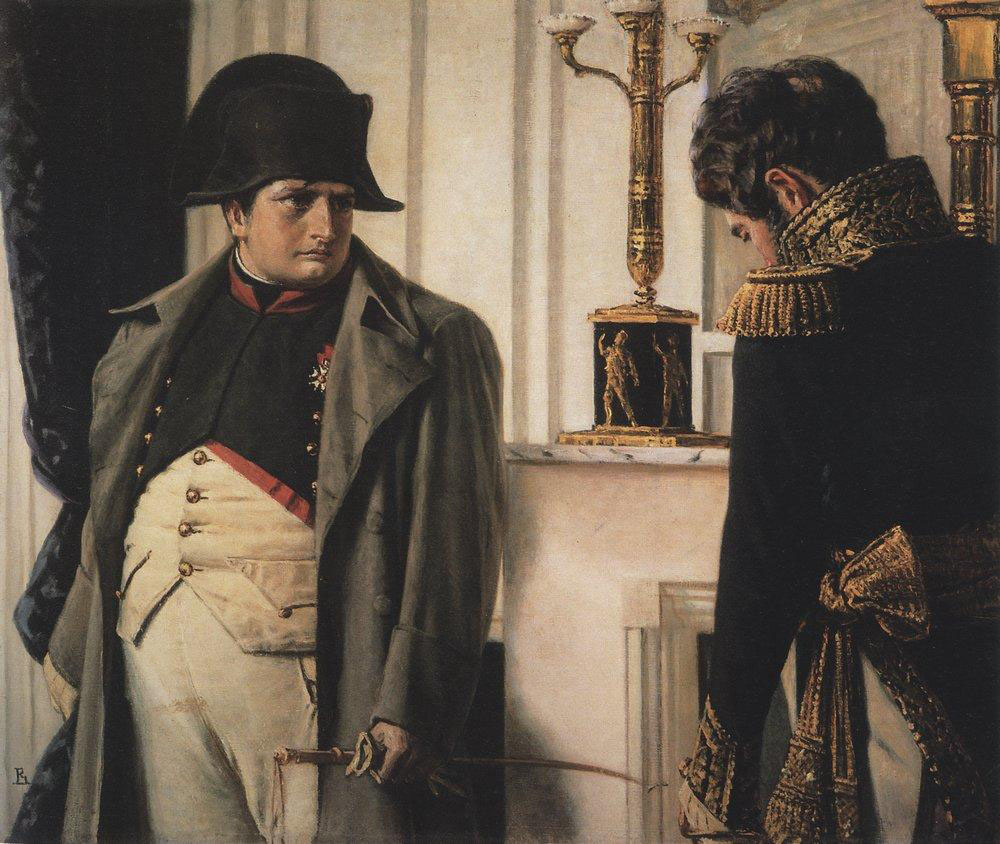
La paix à tout prix ! Napoléon et le général Lauriston en 1812, par Vassili Verechtchaguine (1900).

Après le traité de Schönbrunn, Lauriston, en tant que colonel général de la Garde impériale, accompagne l'archiduchesse Marie-Louise d'Autriche en France pour son mariage avec Napoléon. Il est ensuite chargé d'aller chercher à Haarlem et de ramener en France les enfants de Louis Bonaparte, qui venait d'abdiquer la couronne de Hollande. Le 5 février 1811, Napoléon nomma Lauriston son ambassadeur en Russie à Saint-Pétersbourg. Il devait demander à Alexandre l'occupation des ports de Riga et de Reval, et l'exclusion des vaisseaux britanniques de la Baltique. Un an plus tard, pendant la campagne de Russie, il rejoint l'armée et sert de nouveau comme aide-de-camp de Napoléon. Après la prise de Moscou, l'Empereur charge Lauriston d'une mission de négociation de paix avec le général Koutouzov. Après une journée de tergiversations aux avant-postes, Lauriston est admis dans la nuit du 5 octobre 1812 auprès du commandant en chef russe. Celui-ci l'éconduit en feignant devoir en référer au tsar pour maintenir les Français dans l'incertitude et retarder leur départ. Lauriston commande l'arrière-garde durant la retraite et montre dans ces circonstances difficiles les talents d'un général consommé. 
Arrivé à Magdebourg, il y organise le 5e corps de la Grande Armée, à la tête duquel il combat durant la campagne d'Allemagne aux batailles de Lützen, de Bautzen. À la tête des 5e et 11e corps, il battit les Prussiens en plusieurs rencontres. Il est fait prisonnier lors de la bataille de Leipzig, le 19 octobre 1813. Il se trouvait toujours dans la ville lorsque le pont sur l'Elster Blanche a été détruit ; le Moniteur annonça sa mort. Conduit à Berlin, il rentre en France après la chute de l'Empire et le retour des Bourbons en avril 1814.

### La Restauration

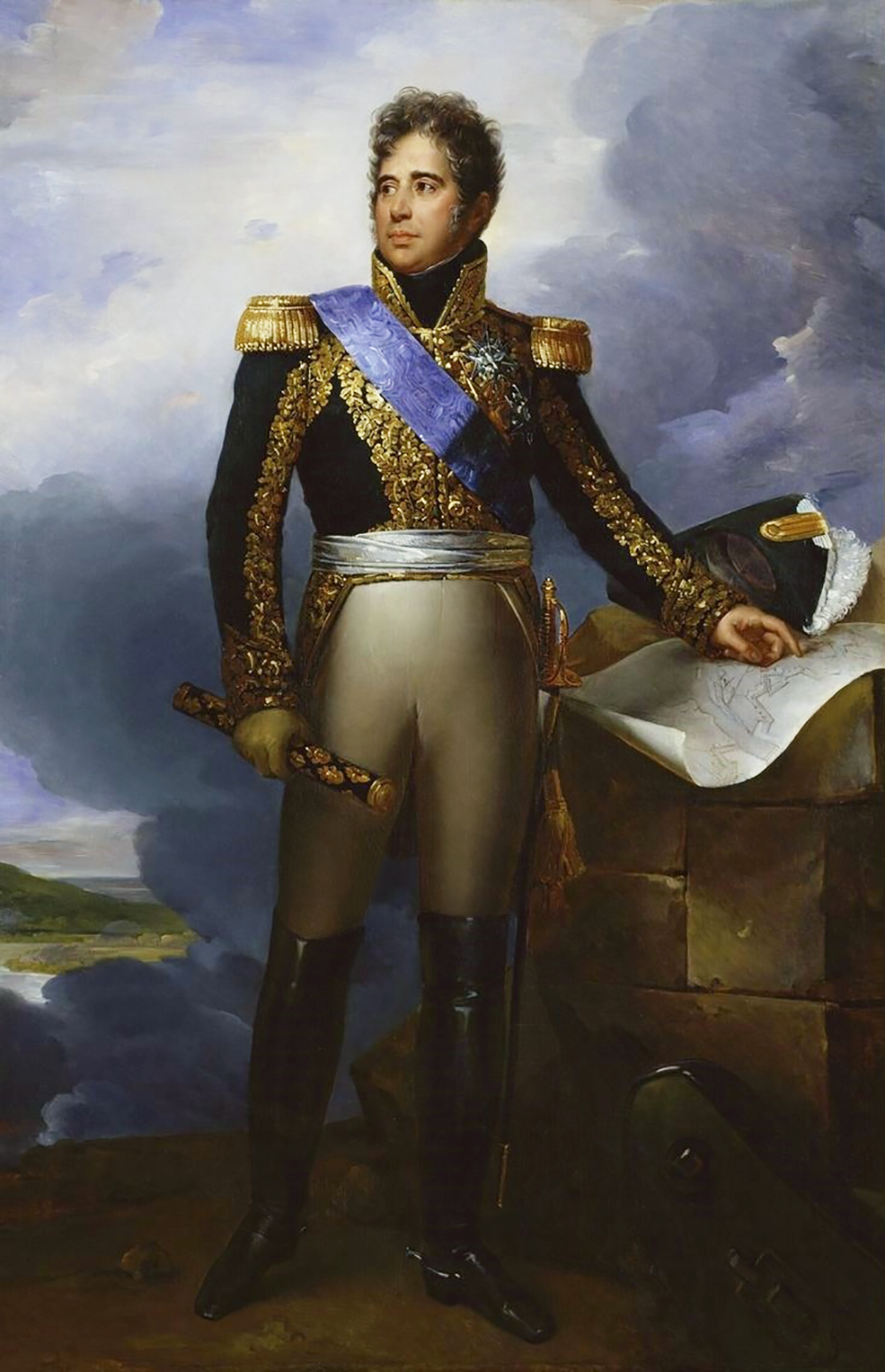
Jacques-Alexandre-Bernard Law, marquis de Lauriston, maréchal de France, Marie-Éléonore Godefroid (Paris, 1778 ; Paris 1849) d'après François Gérard, 1824.

À sa libération, il est nommé aide-de-camp du comte d'Artois. Louis XVIII le fait chevalier de Saint-Louis, grand cordon de la Légion d’honneur et capitaine de la 1re compagnie des mousquetaires gris. Pendant les Cent-Jours, il accompagne le roi jusqu'à Béthune, revient à Paris et se retire dans sa terre de Richecourt, près de La Fère.
Après la bataille de Waterloo, Lauriston retrouve le roi à Cambrai. Il est envoyé à Laon pour présider le collège électoral de l'Aisne. Il est créé pair de France le 17 août et reçoit le commandement de la 1re division d'infanterie de la Garde royale. Lors du procès du maréchal Ney en décembre 1815, il vote la mort.
En 1816, il préside les conseils de guerre formés pour juger l'amiral Linois, le baron Boyer de Peyreleau et le général Delaborde. Linois fut acquitté, Boyer condamné à mort et Delaborde non jugé. Cette même année, le roi lui accorde la croix de commandeur de Saint-Louis et le titre de marquis. En 1820, il reçoit le commandement supérieur des 12e et 13e divisions militaires, préside le collège électoral de la Loire-Inférieure, devient ministre de la Maison du roi et reçoit la grand-croix de Saint-Louis.
Le 6 juin 1823, Lauriston est élevé à la dignité de maréchal de France et il commande du 2e corps de réserve de l'armée des Pyrénées. Entré en Espagne dans le cadre de l'expédition d'Espagne, il assiège et prend Pampelune le 17 septembre. Il est nommé chevalier du Saint-Esprit et de l'ordre espagnol de la Toison d'or. À son retour de France, il est nommé grand veneur. Il devient ministre d'État le 4 août 1824. 
Il meurt à Paris d'une apoplexie foudroyante le 11 juin 1828, dans les bras de la danseuse Amélie Legallois. Il est inhumé au Père Lachaise. Le nom du maréchal Lauriston est inscrit au côté Est de l'arc de triomphe de l'Étoile.
De nombreux souvenirs du maréchal se trouvent aujourd'hui dans le château de Filières appartenant à ses descendants.
Les papiers personnels de Jacques Alexandre Law de Lauriston et de son père Jacques François Law de Lauriston sont conservés aux  Archives nationales sous la cote 201AP.

## Hommages, distinctions et décorations
- Maréchal de France (1823)
- Ordre du Saint-Esprit
- Ordre de Saint-Louis (grand-croix)
- Légion d'honneur (grand-croix)
- Ordre de la Couronne de fer (grand dignitaire)
- Ordre de Charles III d'Espagne (grand-croix)

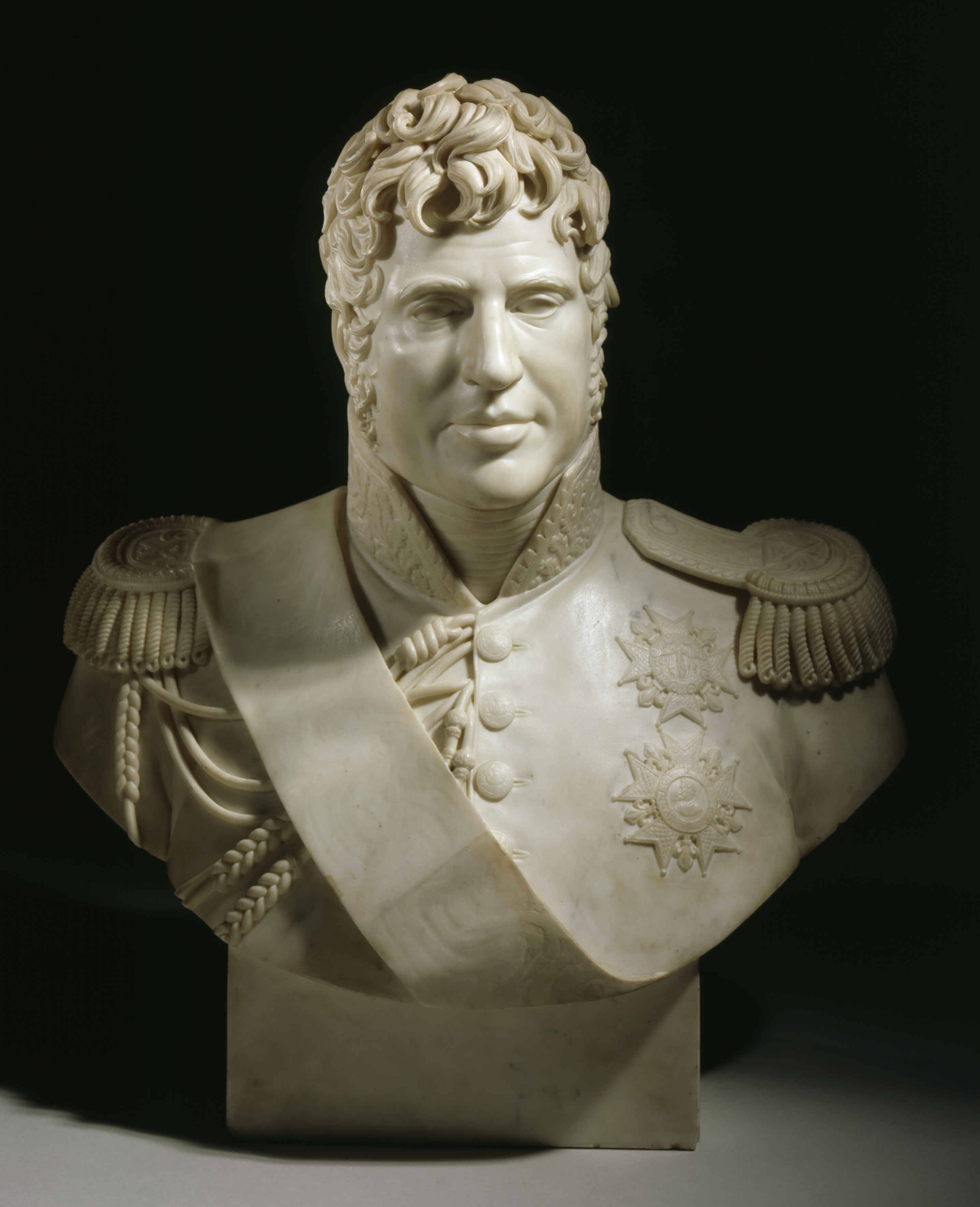
Buste du maréchal Law de Lauriston réalisé par François-Joseph Bosio (Musée d'Art du comté de Los Angeles).
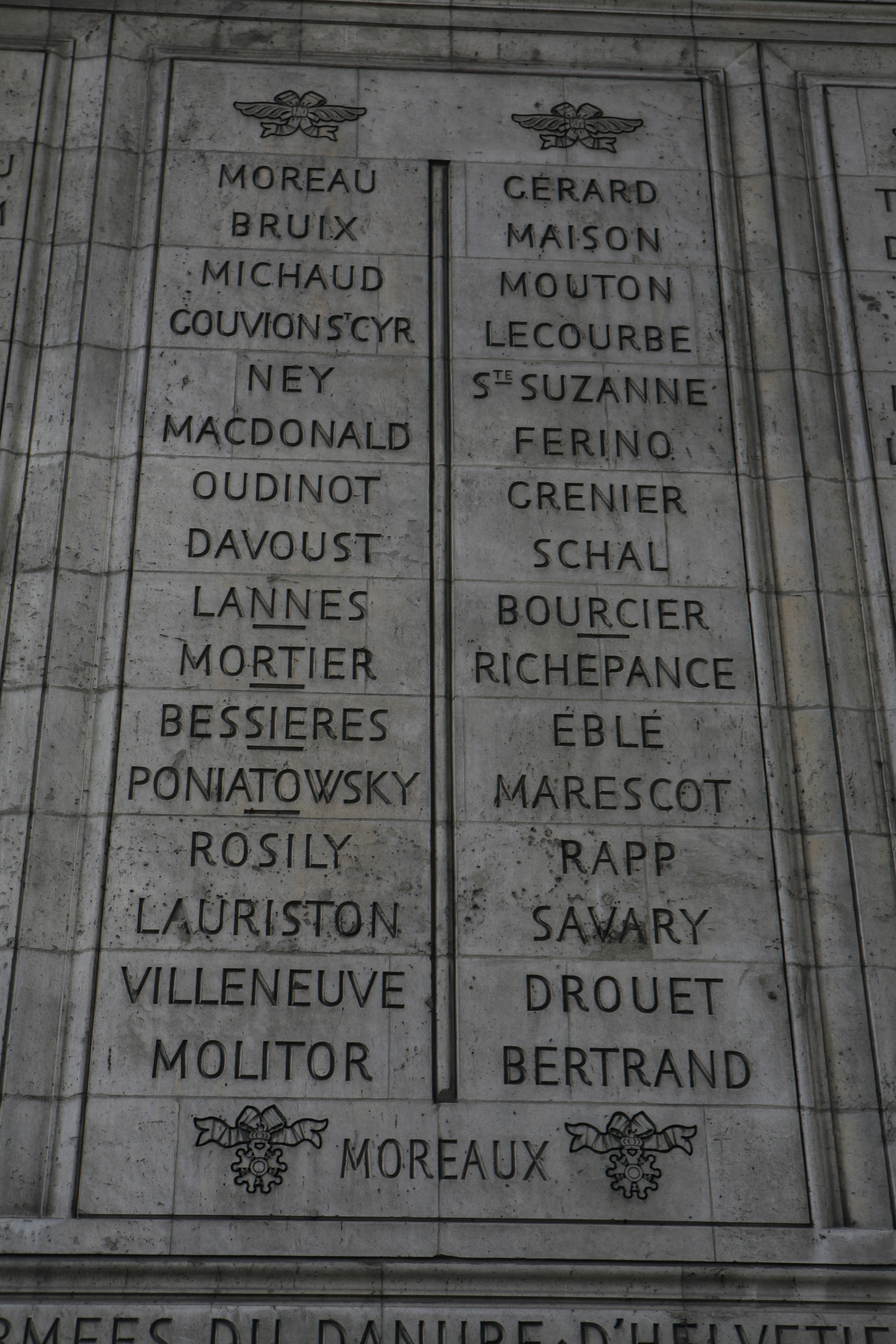
Noms gravés sous l'arc de triomphe de l'Étoile : pilier Est, 13e et 14e colonnes.

## Armoiries
| Figure | Blasonnement |
|        | Armes du comte Law de Lauriston et de l'Empire (29 juin 1808), D'hermine à la bande de gueules accompagnée de deux coqs d'azur ; au canton des comtes militaires brochant. |
|        | Armes du marquis Law de Lauriston, maréchal de France (6 juin 1823), grand-croix de la Légion d'honneur (1er juillet 1814), chevalier du Saint-Esprit, chevalier (1er juin 1814) puis commandeur de l’ordre royal et militaire de Saint-Louis (3 mai 1816), pair de France (17 août 1815, marquis-pair le 31 août 1817, lettres patentes du 20 décembre 1817, sans majorat), directeur de la Maison du roi (1er novembre 1819), ministre d'État et grand veneur de France (4 août 1824 - 11 juin 1828), D'hermine, à la bande de gueules, acc. de deux coqs d'azur. |

### Sources
- « Jacques Alexandre Law de Lauriston », dans Charles Mullié, Biographie des célébrités militaires des armées de terre et de mer de 1789 à 1850, 1852 [détail de l’édition]
- « Jacques Alexandre Law de Lauriston », dans Adolphe Robert et Gaston Cougny, Dictionnaire des parlementaires français, Edgar Bourloton, 1889-1891 [détail de l’édition]